# Passiflora yucatanensis
Passiflora yucatanensis je biljka iz porodice Passifloraceae. Raste na jugoistoku Meksika po državama Quintana Roo, Yucatán, Campeche.